# Euromillones

Países participantes en el Euromillones:
Países fundadores (febrero de 2004)
Países que se incorporaron posteriormente (octubre de 2004)

Euromillones (a veces escrito Euro Millones) es una lotería europea organizada por los operadores de juego encargados de la lotería en cada uno de los países participantes. Su primer sorteo tuvo lugar el viernes 13 de febrero de 2004 en París. España, Francia y el Reino Unido fueron los primeros países que formaron parte. Los operadores de juego de Austria, Bélgica, Irlanda, Luxemburgo, Portugal y Suiza se unieron posteriormente, el 8 de octubre de 2004.
El sorteo se lleva a cabo todos los martes y viernes, a las 21:45, y tiene lugar en París. Cada apuesta tiene desde septiembre de 2016 un precio de 2,50 euros en la mayoría de los países.
En el Reino Unido su equivalente en libras esterlinas quedó fijado en 2,50 £.
En Suiza su equivalente en francos suizos quedó fijado en 3,50 CHF.
Los premios, aparte del bote, son fijados según la participación por país.
| País        | Nombre         | Operador nacional                     | Teledifusor | Páginas oficiales                                     | Páginas oficiales                                     |
| ----------- | -------------- | ------------------------------------- | ----------- | ----------------------------------------------------- | ----------------------------------------------------- |
| Bélgica     | Euro Millions  | Nationale Loterij / Loterie nationale | Één La Une  | *                                                     | *                                                     |
| Francia     | Euro Millions  | La Française des Jeux                 | France 2    | *                                                     | *                                                     |
| Suiza       | Euro Millions  | Swisslos (Suiza alemana e italiana)   |             | *                                                     | *                                                     |
| Suiza       | Euro Millions  | Loterie Romande (Suiza romanda)       |             | *                                                     | *                                                     |
| Luxemburgo  | Euro Millions  | Loterie Nationale                     |             | *                                                     | *                                                     |
| Reino Unido | Euro Millions  | National Lottery                      | Youtube     | *                                                     | *                                                     |
| Irlanda     | Euro Millions  | National Lottery                      | TG4         | * Archivado el 23 de mayo de 2011 en Wayback Machine. | * Archivado el 23 de mayo de 2011 en Wayback Machine. |
| Austria     | Euro Millionen | Österreichische Lotterien             | OSR         | *                                                     | *                                                     |
| Portugal    | EuroMilhões    | Jogos Santa Casa                      | TVI         | *                                                     | *                                                     |
| España      | Euromillones   | Loterías y Apuestas del Estado        | La 1        | *                                                     | *                                                     |

## Cómo jugar
- Elija 5 números, que pueden ser cualesquiera del 1 al 50
- Elija 2 estrellas de la suerte, números del 1 al 12

Durante el sorteo, 5 números y 2 estrellas de la suerte son extraídos al azar de dos máquinas con bombos que contienen bolas numeradas. La máquina que contiene los 50 números se llama Stresa, y la otra, que contiene las 12 estrellas, es Paquerette.

### Otros métodos de juego
En Euromillones, al igual que en la Primitiva y la Bonoloto, también se pueden jugar apuestas múltiples; es decir, una apuesta normal de Euromillones se compone de 5 números y 2 estrellas, pero es posible jugar hasta 10 números y 5 estrellas (2520 apuestas) en el mismo boleto.
|       | Estrellas | Estrellas | Estrellas | Estrellas  | Estrellas | Estrellas  | Estrellas | Estrellas  |
| Núms. | 2         | 2         | 3         | 3          | 4         | 4          | 5         | 5          |
| Núms. | Apuestas  | Importe   | Apuestas  | Importe    | Apuestas  | Importe    | Apuestas  | Importe    |
| ----- | --------- | --------- | --------- | ---------- | --------- | ---------- | --------- | ---------- |
| 5     | 1         | 2,50 €    | 3         | 7,50 €     | 6         | 15,00 €    | 10        | 25,00 €    |
| 6     | 6         | 15,00 €   | 18        | 45,00 €    | 36        | 90,00 €    | 60        | 150,00 €   |
| 7     | 21        | 52,50 €   | 63        | 157,50 €   | 126       | 315,00 €   | 210       | 525,00 €   |
| 8     | 56        | 140,00 €  | 168       | 420,00 €   | 336       | 840,00 €   | 1.120     | 2.800,00 € |
| 9     | 126       | 315,00 €  | 378       | 945,00 €   | 756       | 1.890,00 € | 1.260     | 3.150,00 € |
| 10    | 252       | 630,00 €  | 756       | 1.890,00 € | 1.512     | 3.780,00 € | 2.520     | 6.300,00 € |

Hay quien para no hacer frente a tan alto coste económico decide compartir sus apuestas por medio de una peña, en la que luego se reparte el premio entre los apostantes. De esta manera, la probabilidad de ganar crece en la misma proporción en que disminuyen las ganancias.
Las posibilidades de acertar en una múltiple son matemáticamente las mismas que en una apuesta sencilla en cuanto a la relación coste/premios.
En ocasiones se utilizan «apuestas múltiples reducidas», una variante que consiste en hacer individualmente apuestas múltiples pero reduciendo el número total de apuestas según ciertas condiciones elegidas personalmente (por ejemplo: que no haya dos números en la misma decena, que haya al menos uno o dos números pares o impares, que los números no estén en la misma «fila», etcétera). Esto reduce el coste de las apuestas pero en consecuencia también disminuyen los premios recibidos, pues no están garantizados matemáticamente sino que depende de que los números ganadores coincidan o no con el método de «reducción» elegido por cada persona.

## Estructura de los premios

Logotipo de EuroMillones de Loterías y Apuestas del Estado.

- 1.ª Categoría: 5 números y 2 estrellas
- 2.ª Categoría: 5 números y 1 estrella
- 3.ª Categoría: 5 números
- 4.ª Categoría: 4 números y 2 estrellas
- 5.ª Categoría: 4 números y 1 estrella
- 6.ª Categoría: 3 números y 2 estrellas
- 7.ª Categoría: 4 números
- 8.ª Categoría: 2 números y 2 estrellas
- 9.ª Categoría: 3 números y 1 estrella
- 10.ª Categoría: 3 números
- 11.ª Categoría: 1 número y 2 estrellas
- 12.ª Categoría: 2 números y 1 estrella
- 13.ª Categoría: 2 números

- Existe un fondo de reserva al que se dedica el 6% del dinero destinado a premios.
- La probabilidad de ganar un premio cualquiera es de una entre 13.
- El dinero para premios es el 50% del recaudado.
- Si nadie gana el bote, se acumula para el sorteo siguiente. Sin embargo, si el bote alcanza los 240.000.000 €, el máximo actual, dicho importe será el bote durante un máximo de cinco sorteos sucesivos en los que se ofrece el límite máximo o tope. Si en el quinto sorteo no hubiera acertantes de la primera categoría, entonces el importe total destinado a premios de la primera categoría para ese sorteo incrementará el fondo para premios de la categoría inmediatamente inferior en la que hubiera al menos un acertante en dicho sorteo. En este caso, además, el tope se incrementará en 10.000.000 €, salvo que ya se hayan alcanzado los 250.000.000 €, importe que se considera el límite máximo.
- Existen 139.838.160 combinaciones posibles. Este número se obtiene del producto del número posible de combinaciones dentro del conjunto de 50 números tomados de cinco en cinco, sin reemplazamiento y sin importar el orden de extracción de los números, multiplicado por el número posible de combinaciones dentro del conjunto de 12 números tomados de dos en dos, también sin reemplazamiento y sin importar el orden de extracción de los números (la combinación 1,2 es lo mismo que la 2,1).

Por comparación, en el sorteo de la Lotería Primitiva la probabilidad de acertar el premio de 1ª categoría (6 aciertos) es de 1 entre 13.983.816, lo que significa que es diez veces más fácil ganar este premio en la Primitiva que en Euromillones.

## Ganadores de los mayores premios
| Rango | Fecha      | Ganancia en euros | País        |
| ----- | ---------- | ----------------- | ----------- |
| 1     | 28/03/2025 | 250.000.000       | Austria     |
| 2     | 08/12/2023 | 240.000.000       | Austria     |
| 3     | 19/07/2022 | 230.000.000       | Reino Unido |
| 4     | 15/10/2021 | 220.000.000       | Francia     |
| 5     | 10/05/2022 | 215.840.341       | Reino Unido |
| 6     | 26/02/2021 | 210.000.000       | Suiza       |
| 7     | 11/12/2020 | 200.000.000       | Francia     |
| 8     | 23/09/2022 | 193.007.524       | Reino Unido |
| 9     | 08/10/2019 | 190.000.000       | Reino Unido |
| 10    | 06/10/2017 | 190.000.000       | España      |
| 11    | 24/10/2014 | 190.000.000       | Portugal    |
| 12    | 10/08/2012 | 190.000.000       | Reino Unido |
| 13    | 12/07/2011 | 185.000.000       | Reino Unido |
| 14    | 19/02/2019 | 175.475.380       | Irlanda     |
| 15    | 13/11/2012 | 169.837.010       | Francia     |
| 16    | 11/10/2016 | 168.085.323       | Bélgica     |
| 17    | 20/11/2015 | 163.553.041       | Portugal    |
| 18    | 02/10/2018 | 162.403.002       | Suiza       |
| 19    | 26/11/2021 | 162.289.050       | Francia     |
| 20    | 13/09/2011 | 162.256.622       | Francia     |
| 21    | 04/11/2022 | 160.788.895       | Francia     |
| 22    | 01/09/2020 | 157.170.843       | Francia     |
| 23    | 02/06/2017 | 153.873.716       | Bélgica     |
| 24    | 02/04/2021 | 144.755.907       | Reino Unido |
| 25    | 07/07/2020 | 144.542.315       | España      |
| 26    | 07/12/2021 | 143.469.842       | España      |
| 27    | 24/04/2018 | 138.724.202       | Reino Unido |
| 28    | 11/06/2019 | 138.716.863       | Reino Unido |
| 29    | 13/06/2014 | 137.313.501       | España      |
| 30    | 19/12/2017 | 135.346.147       | Suiza       |
| 31    | 29/03/2013 | 132.486.744       | Francia     |
| 32    | 07/02/2020 | 130.000.000       | España      |
| 33    | 25/09/2020 | 130.000.000       | España      |
| 34    | 04/06/2021 | 130.000.000       | Reino Unido |
| 35    | 04/02/2022 | 130.000.000       | Reino Unido |
| 36    | 08/10/2010 | 129.818.431       | Reino Unido |
| 37    | 01/01/2019 | 129.645.665       | Reino Unido |
| 38    | 14/03/2014 | 129.384.564       | Reino Unido |
| 39    | 12/06/2015 | 129.204.405       | Reino Unido |
| 40    | 02/09/2022 | 128.491.607       | Reino Unido |
| 41    | 08/05/2009 | 126.231.764       | España      |
| 42    | 19/11/2019 | 122.766.852       | Reino Unido |
| 43    | 13/05/2011 | 121.019.633       | España      |
| 44    | 07/10/2011 | 117.705.979       | Reino Unido |
| 45    | 29/07/2005 | 115.436.126       | Irlanda     |
| 46    | 13/08/2021 | 113.156.128       | España      |
| 47    | 21/08/2018 | 107.839.228       | Bélgica     |
| 48    | 19/07/2019 | 107.683.454       | España      |

(Última actualización: 10/12/2023)
El 7 de julio de 2020 un grupo de 14 amigos de todas las edades y vecinos de Mayorga (Valladolid), España, jugó al sistema múltiple en el boleto con la predicción de 6 números y 4 estrellas. En la primera categoría (5 + 2), el boleto recibió una prima de 144.542.315,00 euros. Además suman a este premio casi otro medio millón de euros al tener cuatro aciertos de segunda categoría (5+1) con un total de 112.962,62 euros cada premio. Además de uno de tercera (13.200,61 euros), cinco de cuarta (1.218,27 euros cada uno), veinte de quinta (113,47 euros cada uno) y cinco de séptima (36,13 euros cada uno), consiguientemente 473.592,49 euros, exactamente. En total, el grupo ganó 145.015.907,49 euros.
El 6 de octubre de 2017 un boleto sellado en Jinámar, un barrio situado entre los términos municipales de Las Palmas de Gran Canaria y Telde, España, obtuvo un premio de 190 millones de euros.
El 13 de junio de 2014 un único acertante de Euromillones ganó más de 137 millones de euros en Parla (Madrid), España.
El 12 de julio de 2011, Chris y Colin Weird, un matrimonio escocés, fueron premiados con 185 millones de euros, el mayor premio de la historia de Euromillones. Entre los planes de estos nuevos euromillonarios destacó el viaje que harían por países como China o Australia, y, como única extravagancia, Chris pretendía comprar un palco en el Camp Nou.
El 18 de septiembre de 2009 los medios de comunicación apuntaron a un jugador del sur de Francia como único ganador de la suma de 100.000.000 de euros, con lo que hubiese batido la marca de premio de este juego en el susodicho país (que en Francia era de 75.888.514 euros). Posteriormente se informó de que el premio lo ganaron quince integrantes de una peña, con lo que cada uno cobró algo más de seis millones de euros.
El 8 de mayo de 2009, después de seis semanas sin acertante, un billete vendido por internet pero validado en una Administración de Loterías situada en la céntrica calle Alcalá de Madrid, España, deja el mayor premio en la historia española (superado sólo en Europa por la Superenalotto italiana, el equivalente italiano a la primitiva española): 126.231.764 € para una afortunada mujer mallorquina de 25 años de edad.
El 17 de noviembre de 2006, después de once semanas, el bote de Euromillones había recaudado 183 millones de euros. No hubo ganador, así que el bote fue dividido entre los veinte billetes que acertaron cinco números y una estrella. Cada billete fue premiado con nueve millones seiscientos mil euros (una vigésima parte del bote más el segundo premio). Siete de los veinte billetes fueron vendidos en el Reino Unido, cuatro en Francia, tres en España, tres en Portugal, dos en Irlanda y uno en Bélgica.
El 31 de marzo de 2006, después de seis semanas sin máximo ganador, el premio de 75.753.123 € fue obtenido por un ciudadano belga. Fue el mayor premio recibido en Bélgica y el tercer mayor premio ganado por una sola persona.
El 3 de febrero de 2006, después de once sorteos sin el máximo premio, tres billetes (dos en Francia y uno en Portugal) ganaron el máximo premio de Euromillones (183 millones de euros), convirtiéndose en el mayor premio de lotería habido en la historia europea. Los tres ganadores recibieron 61 millones de euros cada uno.
El 29 de julio de 2005, después de nueve semanas de bote, un billete vendido en Garryowen, Limerick, Irlanda, ganó un premio de 115 millones de euros. La ganadora, Dolores McNamara, madre de seis hijos, cobró el premio el 4 de agosto en Dublín.
El martes 19 de agosto de 2025 y tras 9 semanas sin acertantes de la primera categoria los medios de comunicación  apuntaron a un jugador en Francia como ganador del bote de 250 millones de euros. Horas después del sorteo no se sabe la identidad del afortunado. Este hecho fue muy importante en la historia del sorteo ya que previamente ese año dos botes de 250 millones de euros habían sido repartidos el 28 de marzo en Austria siendo el más grande de la historia del país alpino y otro el 17 de junio del mismo año cuando un boleto vendido en Irlanda fue premiado con 250 millones superando la marca del bote ganado por Dolores McNamara el 29 de julio de 2005. Cabe recordar que nunca antes en los entonces 21 años de historia del sorteo nunca ningun bote había llegado al tope de 250 millones. 

## Impuestos de Euromillones
La crisis que asoló el planeta en 2008 hizo mella en la economía global y, por supuesto, también en la economía española. En 2012 la situación económica estaba tan comprometida que España tuvo que aceptar el rescate de la banca por parte de la Unión Europea y el Fondo Monetario Internacional. El por aquel entonces ministro de Hacienda, Cristóbal Montoro, se obsesionó con la búsqueda de ingresos extra que ayudaran a corregir los desequilibrios que estaban afectando a la economía.
A finales de 2012 se aprobó la ley 16/2012 del 27 de diciembre de 2012 mediante la cual se introdujeron "diferentes medidas en el ámbito tributario con el fin de consolidar las finanzas públicas y, de este modo, corregir lo antes posible los principales desequilibrios que afectan a la economía española". Entre otras muchas medidas, una de ellas gravaba los premios derivados de los premios de la Lotería, entre ellos los de Euromillones.
La ley entra en vigor el 1 de enero de 2013 y la forma de cobrar los premios de la lotería cambiaría para siempre. Estos pasaban a estar sujetos a un gravamen del 20%. Una parte de los mismos siempre quedaría exenta. Desde 2013 hasta 2020 la cantidad exenta ha ido variando hasta la configuración actual, tal y como recoge la Agencia Tributaria.
Pasada la crisis y con nuevos vientos para la economía española, han surgido empresas que ofrecen seguros que cubren estos impuestos. Estos seguros consisten en el pago de una prima por apuesta y, si la apuesta asegurada coincide con un premio sujeto a impuestos de Euromillones, la compañía aseguradora devolvería el dinero de los impuestos.

## Probabilidades
Siendo un juego de azar, es importante saber las probabilidades para poder juzgar las expectativas, sobre todo cuando los botes alcanzan grandes cantidades.
A continuación, una tabla con las probabilidades matemáticas de las diferentes categorías (con premio):
- (5+2) 1 en 139.838.160. La probabilidad de acertar los 5 números es 1 / 2.118.760. La probabilidad de acertar dos estrellas es de 1 / 66. La probabilidad de esta categoría es (1 / 2.118.760) * (1 / 66) = 0,000000715 %, que es lo mismo que 1 / 139.838.160.
- (5+1) 1 entre 6.991.908
- (5+0) 1 entre 3.107.515
- (4+2) 1 entre 621.503
- (4+1) 1 entre 31.075
- (3+2) 1 entre 14.125
- (4+0) 1 entre 13.811
- (2+2) 1 entre 985
- (3+1) 1 entre 706
- (3+0) 1 entre 314
- (1+2) 1 entre 188
- (2+1) 1 entre 49
- (2+0) 1 entre 22

## El Millón
El 30 de septiembre de 2016 se lanzó en España El Millón, juego local asociado a Euromillones que consiste en la asignación de un código a cada una de las apuestas sencillas de Euromillones realizadas y para cada uno de los sorteos de Euromillones en los que participa cada resguardo. Si se realiza una apuesta múltiple, se asigna un número de códigos igual al número de apuestas sencillas equivalente a la apuesta múltiple. Los códigos no se eligen por el apostante. Es el Sistema Técnico de Juegos de SELAE el que asigna el código o códigos al resguardo.
El martes 5 de marzo de 2019 se lanzó el sorteo de El Millón de Euromillones de los martes, además de los viernes. Un millón de euros que siempre toca y solo en España, todos los martes y todos los viernes.
El código asignado a cada una de las apuestas de Euromillones es único para cada sorteo de “El Millón”, de forma que no puede haber más de una apuesta con el mismo código en cada sorteo.

## Lluvia de Millones
El 28 de octubre de 2016 se organizó el primero sorteo de la Lluvia de Millones, juego europeo asociado a Euromillones que, al igual que “El Millón”, consiste en la asignación de un código a cada una de las apuestas sencillas de Euromillones realizadas y para cada uno de los sorteos de Euromillones en los que participa cada resguardo, siendo este código distinto al de “El Millón”. Si se realiza una apuesta múltiple, se asigna un número de códigos igual al número de apuestas sencillas equivalente a la apuesta múltiple. Los códigos no se eligen por el apostante, siendo el Sistema Técnico de Juegos de SELAE quien asigna el código o códigos al resguardo.
Este sorteo asociado a Euromillones se ha realizado hasta la fecha en cuatro ocasiones: 
- 28 de octubre de 2016: 25 códigos de 1 millón de euros cada uno.
- 23 de febrero de 2018: 25 códigos de 1 millón de euros cada uno.
- 21 de enero de 2022: 100 códigos de 1 millón de euros cada uno.
- 3 de febrero de 2023: 100 códigos de 1 millón de euros cada uno.[11]

Al igual que “El Millón”, el código asignado a cada una de las apuestas de EuroMillones es único para cada sorteo”, de forma que no puede haber más de una apuesta con el mismo código en cada sorteo. El código generado comienza con una letra específica para cada país.

## Big Friday
Los sorteos Big Friday de Euromillones se rigen por las mismas normas que un sorteo normal, ya que se tienen que acertar los 5 números y las 2 estrellas, con la peculiaridad de un super bote de 130 millones de euros, siendo 210 millones de euros el bote máximo entregado.
Generalmente se realizan como mínimo dos sorteos extraordinarios al año, uno en febrero y otro en diciembre, con la opción de realizar un sorteo más, normalmente en el mes de junio.

## Boleto de Euromillones
El boleto para participar en los sorteos de Euromillones consta de 5 columnas para seleccionar las apuestas sencillas. En estas apuestas sencillas se seleccionar 5 números dentro de la secuencia del 1 al 50 y dos estrellas con números comprendidos entre el 1 y el 12.
Puedes jugar apuestas múltiples en un solo boleto; para ello debes marcar cinco (siempre que pronostiques más de dos estrellas), seis, siete, ocho, nueve, o diez pronósticos en la tabla de números y/o dos (siempre que pronostique más de cinco números), tres, cuatro o cinco pronósticos en la tabla de estrellas. Este tipo de apuestas debes realizarla siempre en el bloque 1 del boleto.
En los boletos de participación en Euromillones también disponemos de la opción de marcar la misma combinación para participar en un solo sorteo, en los dos sorteos de la misma semana o en los 4 sorteos de las dos semanas próximas en curso.